# Sourgou
Sourgou ist sowohl eine Gemeinde (französisch commune rurale) als auch ein dasselbe Gebiet umfassendes Departement im westafrikanischen Staat Burkina Faso, in der Region Centre-Ouest und der Provinz Boulkiemdé. Die Gemeinde hat in sechs Dörfern 13.748 Einwohner.